# Maxbass
Maxbass è un centro abitato (city) degli Stati Uniti, situato nella Contea di Bottineau nello Stato del Dakota del Nord. Nel censimento del 2000 la popolazione era di 91 abitanti. La città è stata fondata nel 1905.

## Geografia fisica
Secondo i rilevamenti dell'United States Census Bureau, la località di Maxbass si estende su una superficie di 0,40 km², tutti occupati da terre.

## Popolazione
Secondo il censimento del 2000, a Maxbass vivevano 91 persone, ed erano presenti 25 gruppi familiari. La densità di popolazione era di 214 ab./km². Nel territorio comunale si trovavano 70 unità edificate. Per quanto riguarda la composizione etnica degli abitanti, il 96,70% era bianco e il 3,30% era nativo.
Per quanto riguarda la suddivisione della popolazione in fasce d'età, il 20,9% era al di sotto dei 18, il 5,5% fra i 18 e i 24, il 26,4% fra i 25 e i 44, il 26,4% fra i 45 e i 64, mentre infine il 20,9% era al di sopra dei 65 anni di età. L'età media della popolazione era di 44 anni. Per ogni 100 donne residenti vivevano 97,8 maschi.